# Brüsszel kormányzója
Brüsszel fővárosi régió kormányzója (franciául: Gouverneur de Bruxelles-Capitale, hollandul: Gouverneur van Brussel-Hoofdstad) pozíciót a belga tartományok kormányzóinak mintájára hozták létre a fővárosi régió megalakítása után. A kormányzó felelőssége volt, hogy a közrenddel kapcsolatos törvények és szabályok betartását felügyelje a Brüsszeli Régióban, azonban a gyakorlatban meglehetősen kevés jogkörrel rendelkezett. A posztot 2014-ben megszüntették.
A kormányzó mellett létezik még a Brüsszel fővárosi régió miniszterelnöke poszt is, aki a régió kormányának vezetője, illetve a Brüsszel város polgármestere pozíció, aki a régiót alkotó 19 helyi önkormányzat egyikének élén áll.

## A kormányzók listája
- André Degroeve, 1995. január 1.  - 1998. április 30.
- Raymonde Dury, 1998. május 1. - 1998. november 13.,
- Véronique Paulus de Châtelet, 1998. december 22. - 2009. január 4.
- Hugo Nys, 2009. január 5. - 2010. szeptember 30.
- Jean Clément, 2010. október 1. - 2014. június 30.